# Frank Meacham
Pour les articles homonymes, voir Meacham.
Frank White Meacham, plus connu par ses initiales F. W. Meacham, né le 31 mai 1856 dans la ville de Brooklyn et mort le 22 décembre 1909 à New York, est un compositeur et arrangeur américain de Tin Pan Alley, spécialisé dans la marche.

## Biographie
Meacham naît le 31 mai 1856 à Brooklyn,. Certaines sources placent sa naissance en 1850 à Buffalo. Il compose sa chanson la plus célèbre en 1885, American Patrol, une marche qui sera plus tard reprise par Glenn Miller. La chanson est originellement écrite pour piano et est arrangée pour orchestre de vents en 1891 par Carl Fischer. 
Il vit la majorité de sa vie à New York et sa carrière touche principalement les marches, les chansons-hommages et le ragtime, un genre alors encore à ses débuts. Il compose peu de musique de lui-même, préférant arranger des ballades et écrire pour d'autres personnes. Ainsi, American Patrol est l'une des rares pièces qu'il a composées. Il meurt d'une pneumonie le 22 décembre 1909 à New York,. Il est subséquemment inhumé au cimetière rural d'Albany (en) à Menands, près d'Albany, la capitale d'État. Après son décès, les droits d'auteurs d'American Patrol sont accordés à sa femme Cora en 1912, puis renouvelés en 1919.

## Compositions
- American Patrol, 1885
- Dance of the fairies: polka rondo, New York, Willis, Woodward & Co, 1886, (OCLC 26320987)
- Shooting the Chutes: Medley Lancers for Piano, New York, Howley, Haviland & Dresser, 1903, (OCLC 497043216)
- Old black Joe: Foster's original theme with variations, avec Stephen Foster, New York, Century Music Pub, 1904, (OCLC 21326000)
- Old folks at home: way down upon the Suanee River, avec Stephen Foster, New York, Conservatory Publication Society, 1904, (OCLC 22162245)
- Yankee patrol: (two-step), New York, Brooks (en) & Denton, 1904, (OCLC 794980415)
- Grand fantasia on the famous theme of the mocking bird, New York, De Luxe Music Co, 1905, (OCLC 613714363)
- Marching Through Georgia, New York, De Luxe Music Co, 1908, (OCLC 43301402)
- We Must Be Vigilant, avec Joe Burke (en) et Edgar Leslie, New York, Bregman, Vocco and Conn (en), Inc, 1942, (OCLC 99629524)